# Kammatthana
Kalmmatthana (en pali; sanskrit: karmasthana, « terre de travail » c'est-à-dire « sujet de méditation ») est un terme du bouddhisme qui désigne un objet ou un sujet utilisé lors  la méditation, au cours de l'entraînement de l'esprit de la mise en œuvre de la concentration de l'esprit (samadhi).
Initialement, le terme dénote l'idée d'une occupation ou d'une vocation (par exemple, marchand, paysan, ascète); puis il est repris dans le vocabulaire technique du bouddhisme, où il renvoie à différentes sortes d'exercices de méditation.

## Leskammatthanadans leVisuddhimagga
On a dans le grand traité de Buddhaghosa intitulé Visuddhimagga (début du Ve siècle), une liste de quarante kalmmatthana, qui sont autant d'objets ou de thèmes, immatériels ou concrets, qui peuvent servir au méditant. Selon le kammatthana utilisé, le pratiquant peut corriger ses tendances négatives, et il reçoit en général ces objets de son maître qui guide et contrôle sa progression. À titre d'exemple, le Bouddha ou la compassion sont deux sujets de cette liste, qui comprend dix objets de visualisation (pali: kasina, « globalités »), dix objets de laideur (p. : asubha),  dix remémorations (p. : anussati). On a ensuite quatre attitudes saintes (p. : apramāna, « quatre incommensurables »), quatre éléments immatériels, ou sans forme (p. : arupajhana), à quoi viennent s'ajouter la « perception du caractère déplaisant des aliments » et la « détermination des quatre éléments » (dhatu),.
On dit que certaines de ces méditations conviennent à tel ou tel caractère, comme les laideurs qui seraient adaptés à des personnes portées à la luxure ou à la gloutonnerie, tandis que d'autres, comme l'attention à la respiration, conviennent à tous les méditants. Par ailleurs, on rapporte aussi que le Bouddha jaugeait très bien le caractère de ses disciples, leur attribuant ainsi l'objet de méditation qui leur convenait le mieux. Par la suite, ses disciples ne firent pas vraiment preuve de la même capacité, si bien que le nombre de kammatthana  pratiqués se réduisit fortement, la focalisation sur la respiration devenant la pratique la plus répandue.

### Les quarante objets
Les quarante pratiques sont :
- dix « globalités », ou kasiṇa ;
- dix « laideurs » ;
- dix « remémorations » ;
- quatre « illimités » ;
- quatre arupajhanas.

#### Dix globalités
Le méditant considère par exemple un disque bleu, le visualise jusqu'à ne plus avoir besoin de l'objet matériel, puis s'isole.
1. Globalité de la terre ;
2. de l'eau ;
3. du feu ;
4. du vent ;
5. du bleu ;
6. du jaune ;
7. du rouge ;
8. du blanc ;
9. de la lumière ;
10. de l'espace (espace délimité par opposition à l'objet du premier arupajhana).

#### Dix laideurs
Il s'agit de contempler un cadavre dans un état de décomposition plus ou moins avancé. Cette pratique est liée à la spécificité de la conception bouddhiste. Voir : Anicca, l'impermanence.

#### Dix remémorations
1. Citons en premier anapanasati, l'attention sur le souffle, qui est la méthode largement la plus pratiquée, et pas seulement dans le bouddhisme theravâda.
2. La vigilance au corps est cependant toujours pratiquée, par exemple par les disciples d’Ajahn Chah : il s'agit de considérer les organes non pas pour pratiquer vipassana mais pour se concentrer. Voir Rūpa à propos des organes. Les autres remémorations utilisent comme objet des images mentales, des représentations qui sont :
3. le Bouddha ;
4. le Dharma ;
5. le Sangha ;
6. la discipline (vinaya) ;
7. la générosité ;
8. le divin ;
9. l'apaisement ;
10. la mort.

#### Quatre attitudes saintes
Aussi appelées les quatre incommensurables. Il s'agit donc de se concentrer sur un état d'esprit, sur une émotion que l'on souhaite développer. Après la concentration sur le souffle et sur les organes, ce sont sans doute les dernières pratiques vraiment utilisées : la raison en est qu'il ne s'agit pas seulement de se concentrer, mais de développer d'autres qualités. Parmi ces quatre, metta bhavana, le développement de la bienveillance universelle, est la plus commune et est souvent utilisée lors de retraites de méditation.
1. La bienveillance, maitrī ;
2. la compassion, karuna ;
3. la joie sympathique, mudita ;
4. l'équanimité, upekkha.

#### Quatrearupajhanas
Ces objets sont en fait ce que perçoit le méditant qui a dépassé le stade des quatre premiers jhanas (ou du domaine « physique pur » et qui a donc atteint le domaine non physique. Voir : Arupajhanas.

#### Perception de l'aliment
Il s'agit de réfléchir au désagréable dans l'alimentation.

#### Détermination des quatre éléments
Les quatre éléments mentionnés ici sont la terre, l'eau, le feu et le vent. Voir les éléments : dhātu.

#### Résultat: Concentrations et objets
Si on les met régulièrement en œuvre, ces pratiques mènent à des états de concentration plus ou moins avancés. Les pratiques qui mènent au dhyana sont les dix globalités et anapanasati (l'attention sur le souffle). Les trois premières attitudes vertueuses sont associées chacune aux trois premiers jhanas, et l'équanimité au quatrième. Les dix laideurs et la vigilance au corps mènent au premier jhana.

#### Autres pratiques
- Les mantras